# Comuna Kojuhiv, Litîn
Kojuhiv (în ucraineană Кожухів) este o comună în raionul Litîn, regiunea Vinnița, Ucraina, formată din satele Kojuhiv (reședința) și Lisne.

## Demografie
Componența lingvistică a satului Kojuhiv
     Ucraineană (98,82%)
     Alte limbi (1,11%)
Conform recensământului din 2001, majoritatea populației satului Kojuhiv era vorbitoare de ucraineană (98,82%), existând în minoritate și vorbitori de alte limbi.